# Jean Gordon
Jean Gordon (Huntly Castle, 1546 – Dunrobin Castle, 14 maggio 1629) è stata una nobildonna scozzese.

## Biografia
Era la figlia maggiore di George Gordon, IV conte di Huntly, il proprietario terriero più ricco e più potente delle Highlands scozzesi, e di sua moglie, Elizabeth Keith.
Suo padre divenne lord cancelliere di Scozia nel 1546, l'anno della sua nascita, ma venne catturato alla battaglia di Pinkie Cleugh nel mese di settembre 1547, e trascorse qualche tempo in Inghilterra.

## Matrimonio

### Contessa di Bothwell
Il 24 febbraio 1566 sposò James Hepburn, IV conte di Bothwell, un protestante. La regina Maria approvò il matrimonio. Suo zio, Alexander Gordon, vescovo di Galloway, celebrò la cerimonia presso il tribunale di Holyroodhouse.
Suo fratello le aveva dato una dote sostanziosa. Alla fine del febbraio 1567, Jean si ammalò gravemente e fu in pericolo di vita. Nello stesso anno, dopo molte insistenze da parte del fratello, che era stato alleato di Bothwell, Jean avviò un procedimento di divorzio contro il marito. Il matrimonio fu formalmente annullato il 7 maggio da parte della Corte concistoriale di St. Andrews presieduta dall'arcivescovo cattolico Hamilton. L'annullamento è dovuto al fatto che Bothwell e Jean non avevano ricevuto una dispensa per il loro matrimonio, anche se erano entro il quarto grado di consanguineità. In realtà la dispensa era stata data prima del loro matrimonio dallo stesso arcivescovo Hamilton.

### Secondo matrimonio
Sposò a Huntly Castle, il 13 dicembre 1573, Alexander Gordon, XII conte di Sutherland. Ebbero sette (o otto) figli:
- Jane Gordon (1º novembre 1574-?), nel dicembre 1589 sposò Hugh Mackay di Farr;
- John Gordon, XIII conte di Sutherland (20 luglio 1575 - 11 settembre 1615), il 5 febbraio 1600 sposò Agnes Elphinstone, ebbe cinque figli;
- Alexander Gordon, morto nell'infanzia;
- Adam Gordon, morto nell'infanzia;
- sir Robert Gordon di Gordonstoun, I baronetto (14 maggio 1580 - marzo 1654), il 16 febbraio 1613 sposò Louisa Gordon, ebbero figli;
- Mary Gordon (14 agosto 1582-1605), il 21 febbraio 1598 sposò David Ross di Balnowgowan;
- sir Alexander Gordon di Navisdale (5 marzo 1585-?);

Il conte morì il 6 dicembre 1594.

### Terzo matrimonio
Il 10 dicembre 1599 sposò Alexander Ogilvy di Boyne, vedovo di Maria Beaton, una delle dame di compagnia della regina Maria, morta nel 1598.

## Morte
Lady Jean Gordon morì il 14 maggio 1629 a Dunrobin Castle, all'età di 83 anni. Fu sepolta nella Dornoch.
| Controllo di autorità | VIAF (EN) 6361165326604116290002 · LCCN (EN) no2022059849 · GND (DE) 1055104003 |